# Рио Рико (Аризона)
Рио Рико (енгл. Rio Rico) насељено је место без административног статуса у америчкој савезној држави Аризона.

## Демографија
По попису из 2010. године број становника је 18.962.
| Група             | 2000.    | 2010.          |
| Белци             | 0 (0,0%) | 2.578 (13,6%)  |
| Афроамериканци    | 0 (0,0%) | 75 (0,4%)      |
| Азијати           | 0 (0,0%) | 94 (0,5%)      |
| Хиспаноамериканци | 0 (0,0%) | 16.179 (85,3%) |
| Укупно            | 0        | 18.962         |